# Antonin Bourbon
Antonin Bourbon ou Antoine Bourbon est un peintre français né en 1867 à Saint-André-sur-Vieux-Jonc et mort en 1948 à Saint-Paul-de-Varax.

## Biographie
Antonin Bourbon étudie à l'École des beaux-arts à partir de 1891 où il a pour enseignant Gustave Moreau. Il avait Georges Rouault pour ami et exposa avec lui au Salon de la Rose-Croix de 1897 une Judith présente au peuple la tête d'Holopherne et une Cléopâtre,,. Il peint des paysages, notamment du Poitou, des portraits, des scènes bibliques et historiques. Il était également oblat bénédictin.